# TVジョッキー
『TVジョッキー』（テレビジョッキー）は、1971年1月10日から1982年12月26日まで日本テレビ系列局で日曜日に生放送された視聴者参加型のバラエティ番組。
愛称は『テレジョキ』。

## 概要
TV JOCKEY 日曜大行進・TVジョッキー日曜大行進とも表記する。オープニングの決めゼリフは「見て聴いて参加する日曜1時15分は、生放送・TV JOCKEY 日曜大行進…」である。末期は見て聞いて参加する日曜1時は…と若干変更された。
なお、「…日曜大行進」となる以前は「TVジョッキー わんわんふぁいぶ」という番組名であった。これは、午後1時15分に放送が開始されたことにちなむ。
日本中の若者が憧れた白いギターとEDWINのジーンズが番組の目玉賞品であった。
なお、本番組には井原高忠が関与していなかったためか、日本テレビと渡辺プロとの対立が激しかった頃（その項参照）も、同プロダクション所属の歌手・タレントが引き続き出演していた。
出演者への賞品で一般に知られているのは「白い」ギターであるが、黄色や水色の物もあった。
制作局の日本テレビが、1978年9月28日に、世界初のテレビの音声多重放送(当時は実用化試験放送)を開始したことを受け、この番組は、その直後の回の同年10月1日放送分から、ステレオ放送となった。
尚、1970年の10月4日～12月27日の期間は、「コント55号とTVジョッキー」として放送されていた。この当時は、スタジオ司会が萩本欽一と土居まさるで、坂上二郎はヘリコプターに乗って上空からの生中継で出演していた。
1982年4月改編での15分前倒しを機に司会者に松崎しげる・後藤いずみを迎え入れたり、運がよければ男女ペアに色違いのスクーター（スズキ・ユーディーミニ）が当たるコーナーを途中で新設するなどしてリニューアルを行うも、同年12月26日をもって番組は12年の歴史に幕を下ろし、翌年1月から放送を開始した、ビートたけし司会の「スーパージョッキー」に引き継がれた。

## 放送時間
- 1971年1月 - 1973年3月：日曜13:15 - 14:15（JST）
- 1973年4月 - 1974年3月：日曜13:15 - 14:30（JST）
- 1974年4月 - 1982年3月：日曜13:15 - 14:10（JST）
  - 14:15 - 15:40に『（キリン）日曜スペシャル』が設置されたのに伴い、20分短縮、元枠に近い枠に戻る[注 1]。
- 1982年4月 - 同年12月：日曜13:00 - 14:00（JST）
  - 12:45 - 13:10枠の『目方でドーン!』が12:00 - 13:00に拡大移動し、『新婚さん!目方でドン』にリニューアル、そして13:10 - 13:15の『ガイド』枠が廃枠したのに伴い、15分移動（及び5分拡大）[注 2]。

いずれの時期も、プロ野球中継（オープン戦・開幕戦・日本シリーズ）などのスポーツ中継の際は休止、さらに1978年からは、『24時間テレビ 「愛は地球を救う」』放送の際も休止された。

## 番組内容
直撃クイズ
初期のコーナー。電話帳から選んだ人に電話をして、出し抜けに1問1答のクイズを出す。正解すると賞金1万円。
ファミリークイズ
初期のコーナー。出場者は3名の一般人。出場者は出された問題に対し、予め決められた知人に電話し、正解を聞いて答える。正解すると賞品を獲得。答えられなかったり間違えた出場者は、特製帽子の上の風船（3つ）を1問につき1つ割られる。4 - 5問終わった時点で、最終的に獲得商品額の多かった解答者が優勝。優勝賞品を貰える。
TV公衆電話
初期のコーナー。「あの人と話したい」と思う出場者がスタジオに現れ、番組内の電話を使って話し合う。
奇人・変人
参加者が変わった特技を披露するコーナー。放送が昼食時であるにもかかわらず、「ミミズをざるそば代わりに食べる」「頬に針を突き刺す」「マムシをバラしシマヘビの風呂に入浴する」「剣山の上に寝る」「牛乳とコーヒーを飲んで目からコーヒー牛乳を出す」「ゴキブリを飲み込む」などといった、グロテスクなネタも多かった。ヘビが苦手な土居と児島は、ヘビを使う場合にはスタジオの隅に逃げて司会を放棄、アシスタントが児島時代はゲストが、相本時代は相本が代わりに進行していた。ただし、次の出演者のネタが相本が苦手なものが登場したことがあり、あわてて2人が入れ替わるという回もあった。
珍人集合
特定のテーマに対し、『我れこそ珍人』という自慢の視聴者が参加、如何にテーマに沿っているかを競うコーナー。「大口大会」「短足大会」「絶壁頭大会」「ダイコン足大会」「ペチャパイ大会」「馬面大会」「いい形のおへそ大会」「デカ尻大会」「毛もじゃ大会」「男子ボインちゃん大会」「女子ボインちゃん大会」「オカマ大会」「男女大会」など、テーマは様々。そして番組独自の測定（「ボインちゃん」は胸の出っ張り度、「絶壁頭」は頭頂と後頭部の角度が直角に近い、「馬面」は顔の長さ、など）で優勝者を決める。またコーナー中盤には全出場者による、テーマに関連するゲーム（「絶壁頭」では後頭部の上にどれだけコンニャクやスライムを乗せられるか）を行い、トップには「特別賞」が贈られる。ただし「オカマ」と「男女」の時は双方とも行わず、ゲスト歌手と共にあるシチュエーション（デート場面など）を行って、観客の拍手で優勝者を決める。なお参加希望ボードの画像は白木卓が担当した。
以上2つのコーナーにおいては、優勝すると、観客席から大量の紙吹雪・紙テープやクラッカー（番組開始当初はスタジオ上部に吊るされたくす玉割りも）での祝福を受け、白いギターとEDWINのジーパンの贈呈式が行われた。なお生放送であったため紙吹雪などは放送が終わるまで散らかったままだった。
ザ・チャレンジ
ものまね、パロディー、ギャグ、コントを始めとする、一芸を披露するコーナー。このコーナーからは、とんねるずや竹中直人、柳沢慎吾、たけし軍団の井手らっきょ、ギタリストの鈴木賢司などがタレントとして巣立っていった。当時のお笑い界の登竜門とも言える存在だった。
末期になると、「ブッチャ」という動物のブタと実在の悪役プロレスラーのアブドーラ・ザ・ブッチャーを掛け合わせたキャラクターのパペット（声：大竹宏）が現れて、芸を批評する様になった。
HOT KISS（ホット・キス）
末期（松崎・後藤時代）のコーナー。8名の一般男性が、1名の一般女性を目指してクイズを行う。
第1回戦は全2問の○×クイズ。出された問題に対し、男性は正解だと思う陣地の椅子（第1問目は6脚、第2問目は4脚）に座る。正解が発表されたら、不正解側に座った男性は正解側の開いた椅子目掛けて、椅子取りゲームの要領で素早く移動する。あぶれた男性は失格（もし正解側の椅子が全て埋まっていたら、不正解側の男性は即失格）、檻の中に閉じ込められる。勝ち抜いた4名が第2回戦に駒を進める。
第2回戦は「スターベスト4」で、この回のゲスト1名に関する問題のベスト4をリレー形式（リレーは1周だけ）で答える。点数は1位が50点、2位が30点、3位が20点、4位が10点（なお最終問題は全て倍）、3問行い、最高得点の男性が女性と付き合える。
そして男性は、出された4枚のパネルから1枚選び、出されたキスの方法（「ライト級」「フェザー級」「ミドル級」「ヘビー級」の4つ有り）で女性と5秒のキスをする。成功すれば賞品が貰える。
なお開始当初は男女ペアが8組登場、クイズも〇×クイズは男女別に分かれ、勝ち抜き者も男女別に分かれて行う。そして最高得点の男女が別々だったら、5秒キスをして成功する事でオートバイをペア獲得、もし男女ペア同士が双方の最高得点だったら、キス成功でハワイ旅行を獲得となる。
スーパーちびっ子コンテスト
これも末期にあったコーナー。子供が親同伴でスタジオに現れ、歌やかくし芸を披露する。出演者の中から選ばれた4名に審査し、点数に乗じた賞品を獲得、審査員の持ち点は各自4点で、全員4点・合計16点なら「スーパーちびっ子」として海外旅行を獲得。
GIVE ME LOVE（ギブ・ミー・ラブ）
末期のコーナー。モテない男性や女性が1名現れ、様々な理由を聞いた後、同情した観客に付き合ってもらう。
聞き役は、男性の時は桂朝丸（現：二代目桂ざこば）、女性の時は春やすこがそれぞれ担当した。
松兄ィのホッ!
松崎が視聴者から寄せられた悩みや相談事を紹介し、それを視聴者に電話して解決させるコーナー。電話相談の後には視聴者投稿によるオリジナルの詩に松崎が即興で曲を付け、それをギターで弾き語って番組を締めくくった。
その他、週末の芸能情報、福田一郎によるお薦め映画情報コーナー、毎週3組のゲスト歌手による歌のコーナーなどがあった。とくに土居時代はほとんどの回でオープニングタイトル→提供クレジット→最初のCMと続いた後、いきなりゲストの歌で始まり、歌が終わると観客からの拍手と同時に土居が出てきて自身の挨拶の後にゲスト紹介を行うという流れであった。なお、芸能情報・映画情報・歌の構成は後継番組の「スーパーJOCKEY」にもそのまま引き継がれた。
各コーナーへの応募にあたって、アシスタントが告知の際に「どんなに遠くても、交通費は日本テレビが負担します。」と言っていた。なお、宛先表記は「東京都麹町郵便局～（以下省略）」といったオール漢字表記ではなく、「東京都こうじ町郵便局～（以下省略）」という書き方になっていた。

## 「珍人集合」のジングル
「珍人集合」で出場者を紹介する時は、その珍人をイメージするジングルを流した後、「ポーン!」というジングルと共に、ボードの一部が下降して出場者が映される演出となっている。そのイメージジングルを紹介する。
- 「ボインちゃん大会」（男女に限らず）…「ボヨーン!!」
- 「絶壁頭大会」…「ヒューン」（落下音）
- 「ペチャパイ大会」…「ペチャッペチャッ」
- 「馬面大会」…「ヒヒーン」（馬のいななき）
- 「出っ歯大会」…「バリッバリッ」（煎餅を食べる音）
- 「毛もじゃ大会」…「ザッザッ」（草の上を歩く音）
- 「男女大会」…「♪男〜ならやってみな〜」（水前寺清子の歌「男なら」のワンフレーズ）
- 「オカマ大会」…「♪いや〜ん、ばか〜ん、ウフ〜ン」（初代林家木久蔵[現：木久扇]の歌「いやんばか〜ん」のワンフレーズ）
- 「エラはり大会」

ほか

## ハプニング
- 桜田淳子の「ミスティー」を披露した際、音声トラブルが発生し、司会の土居などが桜田のところに駆け寄り、土居がスタッフを呼び出し謝罪した。その同じ回でも同様に石川優子の歌唱にもトラブルがあった。

## 歴代出演者

### 司会
- 初代：土居まさる（1971.1.10 - 1982.3.28） ※文化放送を退社してフリーになっての本格的なテレビデビューとなった。ただし、アナウンサー時代は関連会社のフジテレビの番組にも出演していた。
- 2代目：松崎しげる（1982.4.11 - 12.26）

### アシスタント
- 初代：児島美ゆき（1971.1 - 1973.3）
- 2代目：清水はるひ（1973.4 - 1974.9）
- 3代目：ミミ（1974.10 - 1975.9）
- 4代目：相本久美子（着任当時の芸名は「近藤久美子」、1975.10 - 1982.3）
- 5代目：後藤いずみ（1982.4 - 12）

### 珍人集合のナレーション
- 初代：近石真介（時期不明）
- 2代目：山田康雄（時期不明）
- 3代目：八木薫（松崎時代）

### その他
- 芸能レポート：藤田恵子　・ピーター（1982.4 - 1982.12）
- 映画情報コーナー：福田一郎
- 「ザ・チャレンジ」のブッチャの声：大竹宏
- 「HOT KISS」の門番役：トビー門口
- 「GIVE ME LOVE」の聞き役：桂朝丸（現・二代目桂ざこば）、春やすこ
- Jockey GALS[注 6]：福田直代、梓久美子、久保居由香

## テーマ音楽
- 傷ついた小鳥（ダリダ、番組開始 - 1977年頃[いつ?]）
- ファランドール（ボブ・ジェームス、1977年頃[いつ?] - 1982年3月） - アルバム『Bob James Two』（CTI原盤）に収録。
- 番組オリジナルソング「Good Day」（1982年4月から番組終了までの松崎が司会の期間中） 
作詞：沢口義明、作曲：小杉保夫、 歌は松崎自身が担当。インスト・バージョンの場合あり。

## スタッフ
- プロデューサー[注 7]：細野邦彦、八田一郎
- ディレクター[注 8]：村上英之、森岡正彦、渡辺弘、高木章雄
- 構成：奥山長春、栗本一隆、織田慎一郎、沢口義明、河村達樹
- 「珍人集合」のイラスト：白木卓
- タイトルデザイン：（株）アイドマ
- 製作：日本テレビ

### 番組終了時点
- 取材：青木修、西川晋、芝哲也
- 技術：野口博
- カメラ：佐藤公則
- 音声：大森達雄
- 照明：中川満
- 美術：荒井亜和
- 音効：宮嶋敏行
- 調整：葉満田修

※土居時代のスタッフクレジットはオープニングに集約されていたが、松崎時代は先述する即興ソングの歌唱中にスタッフクレジットが縦流れで表示されていた。

## ネット局
特筆の無い場合は全て一貫して同時ネット。
南海放送はTBS系『家族そろって歌合戦』『熱戦!歌謡ダービー』などを放送していたため、一度も放送されなかった。
- 日本テレビ（制作局）
- 札幌テレビ放送
- 読売テレビ
- 青森放送[4]
- テレビ岩手[4]
- 秋田放送[4]
- 山形放送[4]
- 宮城テレビ[5]
- 福島中央テレビ（1972年10月1日から放送）[6]
- 新潟総合テレビ[7](～1981年3月29日) → テレビ新潟(1981年4月5日から番組終了まで)
- テレビ信州（開局から1982年3月まで）[注 9]
- 山梨放送[8]
- 静岡第一テレビ（1979年7月開局から）
- 北日本放送[9]
- 福井放送[9]
- 名古屋テレビ（1972年4月時点は、日曜 15:00 - 16:00に放送[8]）→中京テレビ
- 日本海テレビ
- 広島テレビ
- 山口放送[注 10]
- 西日本放送
- 四国放送
- 高知放送
- 福岡放送
- テレビ長崎
- テレビ熊本→熊本県民テレビ（1982年4月開局から）
- 鹿児島テレビ